# فتنة

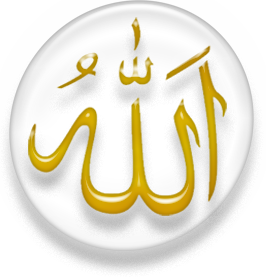

الفتنة ما يتبين به حال الإنسان من الخير والشر، يقال: فتنت الذهب بالنار، إذا أحرقته بها لتعلم أنه خالص أو مشوب، ومنه: الفتان، وهو الحجر الذي يجرب به الذهب والفضة.

## لغة
قال ابن فارس: الْفَاءُ وَالتَّاءُ وَالنُّونُ أَصْلٌ صَحِيحٌ يَدُلُّ عَلَى ابْتِلَاءٍ وَاخْتِبَارٍ. مِنْ ذَلِكَ الْفِتْنَةُ. يُقَالُ: فَتَنْتُ أَفْتِنُ فَتْنًا. وَفَتَنْتُ الذَّهَبَ بِالنَّارِ، إِذَا امْتَحَنْتُهُ. وَهُوَ مَفْتُونٌ وَفَتِينٌ. وَالْفَتَّانُ: الشَّيْطَانُ. وَيُقَالُ: فَتَنَهُ وَأَفْتَنَهُ. وَأَنْكَرَ الْأَصْمَعِيُّ أَفْتِنَ. وَأَنْشَدُوا فِي أَفْتَنَ: لَئِنْ أَفْتَنَتْنِي لَهْيَ بِالْأَمْسِ أَفْتَنَتْ ... سَعِيدًا فَأَضْحَى قَدْ قَلَى كُلَّ مُسْلِمِ.
وَيُقَالُ: قَلْبٌ فَاتِنٌ، أَيْ مَفْتُونٌ. قَالَ:
رَخِيمُ الْكَلَامِ قَطِيعُ الْقِيَامِ ... أَضْحَى فُؤَادِي بِهِ فَاتِنًا
قَالَ الْخَلِيلُ: الْفَتْنُ: الْإِحْرَاقُ. وَشَيْءٌ فَتِينٌ: أَيْ مُحْرَقٌ. وَيُقَالُ لِلْحَرَّةِ: فَتِينٌ، كَأَنَّ حِجَارَتَهَا مُحْرَقَةٌ. وَمِمَّا شَذَّ عَنْ هَذَا الْأَصْلِ: الْفِتَانُ: جِلْدَةُ الرَّحْلِ. وَقَوْلُهُمُ الْعَيْشُ فِتْنَانِ، أَيْ لَوْنَانِ. وَهَذِهِ يَجُوزُ أَنْ تُحْمَلَ عَلَى الْقِيَاسِ، لِأَنَّهُ يَقُولُ:
وَالْعَيْشُ فِتْنَانِ فَحُلْوٌ وَمُرٌّ
وَيُمْكِنُ أَنْ يُخْتَبَرَ ابْنُ آدَمَ بِكُلِّ وَاحِدٍ مِنْهُمَا.

## اصطلاحا
فتنة الدنيا:   أي ابتلاء الدنيا.
فتنة الغني: أي افتتانه بالمال.
فتنة النساء:  أي الافتتان بهن.
الفتنة: الكفر ، ومنه { وَالْفِتْنَةُ أَكْبَرُ مِنَ الْقَتْلِ }.
الفتنة: الوقوع في المكروه ، ومنه {أَلا فِي الْفِتْنَةِ سَقَطُوا }.
الفتنة: نشغال الفكر ، ومنه: على الجميلة أن تستر وجهها خوف الفتنة.
الفتنة: بكسر فسكون مصدر فتن جمع فتن ، الاختبار والامتحان ، ومنه {وَنَبْلُوكُمْ بِالشَّرِّ وَالْخَيْرِ فِتْنَةً}.